# Arnaldo Patusca da Silveira
Arnaldo Patusca da Silveira (* 6. August 1894 in Santos; † 24. Juni 1980 ebenda) war ein brasilianischer Fußballspieler. Er wurde auf der Position eines linken Stürmers eingesetzt.

## Karriere

### Santos
Wie sein Onkel Sizino Patusca entstammte Arnaldo dem SC Americano (SP). Beide gehörten zu den 39 Gründungsmitgliedern des FC Santos. Bei Arnaldo kommt die Besonderheit hinzu, dass dieser auf der Gründungsversammlung am 14. April 1914 nicht anwesend war, aber in Gründungsurkunde mit genannt wird. Eine Zeit lang war er als zweiter Sekretär des Verwaltungsrates tätig.
Als Spieler trug Arnaldo sich auch in die Annalen von Santos ein. Im ersten Spiel von Santos am 15. September 1912, einem Freundschaftsspiel gegen den Santos Athletic Club, erzielte er das erste Tor für Santos. Auch im ersten Pflichtspiel seines Klubs in der Sanista 1913, der Stadtmeisterschaft von Santos, erzielte er das erste Pflichtspieltor für den Klub. Von 1912 bis 1921, mit einer kurzen Unterbrechung 1914, bestritt Arnaldo 132 Spiele (74 Tore) für Santos (andere Quellen 122 Spiele, 63 Tore).
Auch nach seiner aktiven Laufbahn nahm Arnaldo aktiv am Leben von Santos teil.

### Nationalmannschaft
Am 20. September 1914 bestritt die brasilianische Auswahl ihr zweites offizielle Länderspiel. In diesem Spiel gegen eine Auswahl Argentiniens in Buenos Aires bestritt Arnaldo sein erstes Länderspiel. Sieben Tage später wurde erstmals die Copa Roca gegen Argentinien ausgetragen. Die Partie konnte er mit Brasilien gewinnen. Bei der ersten anerkannten Austragung einer Fußballsüdamerikameisterschaft 1916 war Arnaldo Teil der Auswahl. Ebenso 1917 und 1919. Bei der Austragung 1919 führte Arnaldo die Mannschaft als Kapitän zum ersten Titel in dem Wettbewerb. Mit dem Entscheidungsspiel gegen Uruguay am 29. Mai 1919 endete die Nationallaufbahn von Arnaldo. In den viereinhalb Jahren bestritt er 14 offizielle Länderspiele (kein Tor) und zwei inoffizielle (ein Tor).

## Trivia
Seine Cousins Araken und Ary Patusca, die Söhne von Sizino Patusca, waren ebenfalls bekannte Fußballspieler.
Nach Arnaldo wurde eine Straße in Santos nach Arnaldo benannt, die Rua Arnaldo Silveira.
Zu seinen Ehren veröffentlichte die Zeitung A Tribuna am 25. Juni 1917 ein Gedicht:
- Heróe internacional,
- Perna de massaranduba
- Que até mesmo o goal derruba
- Se não for de pedra e cal.
- Extrema esquerda cotuba,
- Na pressa não tem rival,
- Pequeno, como jujuba,
- Caberia num dedal!
- No nosso mundo sportivo,
- Tão pequenino e tão vivo,
- Tem provas esmagadoras
- De que é bastante apreciado,
- Causa de muito peccado
- Para a alma das torcedoras!

In einem Freundschaftsspiel gegen den Botafogo FC am 14. April 1918 fiel Arnaldo durch eine Fair-Play-Geste auf. Beim Stand von 6:1 für Santos verschoss er absichtlich einen unberechtigten Strafstoß.

## Erfolge
Santos
- Stadtmeisterschaft von Santos[1]: 1913, 1915

Nationalmannschaft
- Copa Roca: 1914
- Campeonato Sudamericano: 1919

## Auszeichnungen
Santos
- Torschützenkönig Stadtmeisterschaft von Santos: 1913